# 旷国
旷国，中国古国名，位于今安徽省境内，以国为氏，古旷国之后有旷姓、邝姓。